# 13 (Six Feet Under-album)
 For alternative betydninger, se 13 (flertydig). (Se også artikler, som begynder med 13)
13 er et album af death metal-bandet Six Feet Under. Det blev ud givet i 2005 af Metal Blade Records.

## Numre
1. "Decomposition of the Human Race" – 3:42
2. "Somewhere in the Darkness" – 3:53
3. "Rest in Pieces" – 3:08
4. "Wormfood" – 3:45
5. "13" – 3:07
6. "Shadow of the Reaper" – 3:38
7. "Deathklaat" – 2:35
8. "The Poison Hand" – 2:57
9. "This Suicide" – 2:21
10. "The Art of Headhunting" – 3:33
11. "Stump" – 3:11

Digipack versionen indeholder "Live San Francisco 2002" som CD2.
1. The Day the Dead Walked (2:20)
2. The Murderers (2:42)
3. Waiting for Decay (2:55)
4. Impulse to Disembowel (3:29)
5. Feasting on the Blood of the Insane (4:49)
6. No Warning Shot (3:22)
7. Silent Violance (3:26)
8. The Enemy Inside (4:06)
9. Victim of the Paranoid (3:37)
10. Journey in the Darkness (2:15)
11. Revenge of the Zombie (2:50
12. Manipulation (2:49)
13. Torn to the Bone (2:53)
14. 4:20 (5:28)
15. Bonesaw (3:17)
16. Hacked to Pieces (4:03)